# Marasmia exigua
Marasmia exigua is een vlinder uit de familie van de grasmotten (Crambidae). De wetenschappelijke naam van deze soort is voor het eerst voorgesteld als Samea exigua door Arthur Gardiner Butler in een publicatie uit 1879.

## Verspreiding
Deze soort komt voor in Madagaskar, China, Japan, Thailand en Fiji.

## Waardplanten
De rups leeft op diverse soorten van de grassenfamilie (Poaceae) waaronder:
- Cynodon dactylon
- Dactyloctenium aegyptium
- Echinochloa colona
- Echinochloa crus–galli
- Imperata cylindrica
- Leersia hexandra
- Leptochloa chinensis
- Oryza sativa
- Panicum repens
- Paspalum conjugatum
- Paspalum distichum
- Sorghum bicolor
- Urochloa mutica
- Zea mays